# Letiště Kladno
Letiště Kladno je veřejné vnitrostátní civilní letiště poblíž obce Velká Dobrá, 4 km jižně od města Kladna, na jihozápadní straně nevýrazného návrší Kožovy hory (456 m). K letišti vede krátká odbočka ze silnice II/118 Kladno-Beroun. Bylo vybudováno v 50. letech a v minulosti plnilo též funkci záložního letiště vojenského. Jeho jediná vzletová a přistávací dráha je 30 m široká a 980 m dlouhá, travnatá, mírně se svažující směrem na severozápad.
Letiště je domovem Aeroklubu Kladno, který zde pořádá kurzy a vyhlídkové lety v malých letadlech a kluzácích.
Rovněž zde sídlí letecká škola Blue Sky Aviation, poskytující výcvik na letadla a vrtulníky, a škola Franair, poskytující výcvik na ultralehkých letadlech.

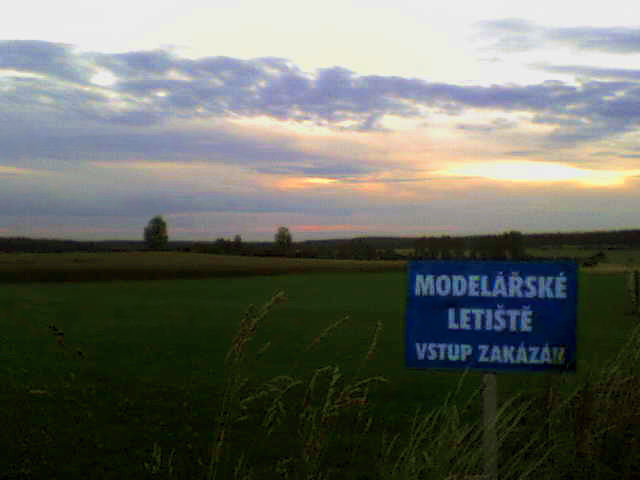
Pár metrů od přistávací plochy letiště Kladno se nachází menší modelářské letiště